# Achille Gamma Malcher
Achille Gamma Malcher (Pará, 1892. január 8. – Rio de Janeiro, 1958. július 29.) olasz labdarúgó, nemzetközi labdarúgó-játékvezető, edző. Polgári foglalkozása sportvezető.	

## Pályafutása

### Labdarúgóként
Labdarúgó pozíciója csatár. 1904–1914 között az egyik alapító tagként, az Inter csapatában 46 mérkőzésen 19 gólt szerzett. 1909. január 10-én a bajnokság nyitányán az AC Milan ellen megszerezte az Inter történetének első gólját. Alapító játékosként ellátta a Milán menedzseri feladatait.

### Nemzeti játékvezetés
Játékvezetésből Milánóban vizsgázott. Vizsgáját követően az Olasz labdarúgó-szövetség Játékvezető Bizottsága (JB) minősítésével 1909-től, 17 évesen a Serie A játékvezetője. A korszak igényének megfelelően csapat-játékvezetőként tevékenykedett. Küldési gyakorlat szerint rendszeres partbírói szolgálatot is végzett. A nemzeti játékvezetéstől 1929-ben visszavonult.

### Nemzetközi játékvezetés
Az Olasz labdarúgó-szövetség JB terjesztette fel nemzetközi játékvezetőnek, a Nemzetközi Labdarúgó-szövetség (FIFA) 1928-tól tartotta nyilván bírói keretében. Több nemzetek közötti válogatott és klubmérkőzést vezetett, vagy működő társának partbíróként segített. A  nemzetközi játékvezetéstől 1929-ben búcsúzott. Válogatott mérkőzéseinek száma: 4.

#### Olimpiai játékok
Az  1928. évi nyári olimpiai játékokon a FIFA JB bírói szolgálatra alkalmazta. A kor elvárása szerint az egyes számú partbíró játékvezetői sérülésnél átvette a mérkőzés vezetését. Partbíróként egy alkalommal 2. pozícióra kapott küldést.
| Időpont         | Helyszín                     | Mérkőzés típusa   | Mérkőzés                                                       | Eredmény | Nézők száma |
| --------------- | ---------------------------- | ----------------- | -------------------------------------------------------------- | -------- | ----------- |
| 1928. június 2. | Olimpiai Stadion, Amszterdam | egyik negyeddöntő | Argentína az olimpiai játékokon–Belgium az olimpiai játékokon  | 6 – 3    | 16 399      |
| 1928. június 5. | Het Kasteel, Rotterdam       | vigaszág elődöntő | Hollandia az olimpiai játékokon– Belgium az olimpiai játékokon | 3 – 1    | 20 000      |

## Sportvezetőként
- 1910-1911 között három tesztmérkőzésig, az Olasz labdarúgó-válogatott Technikai Bizottságának tagja.
- 1932-1933 szezonban 11 bajnoki mérkőzésen a Bologna FC 1909 edzője. A bajnoki évet a 3. helyen zárta a csapat.